# Hooivork

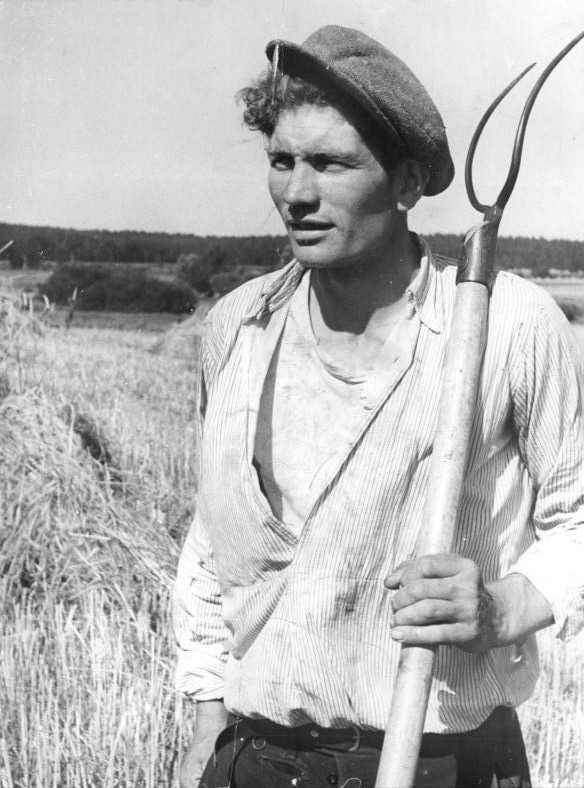
Hooivork met twee tanden.

Een hooivork, ook wel gaffel/gavel genoemd, is een landbouwwerktuig waarmee zaken als hooi en stro op een eenvoudige wijze handmatig kunnen worden verplaatst. Het gereedschap heeft de vorm van een vork.
Een hooivork heeft een lange steel met 2 of 3 scherpe tanden om hooi of stro in de vorm van een los product of als pak/baal te verplaatsen. Een lange steel (soms zelfs meer dan 2 meter) is nodig om de hoeveelheid hooi of stro hoog op een hooiwagen te kunnen werpen.
De hooivork lijkt op de mestvork, maar er zijn verschillen. Een mestvork heeft meestal vier scherpe tanden en een kortere steel, soms met een handgreep.

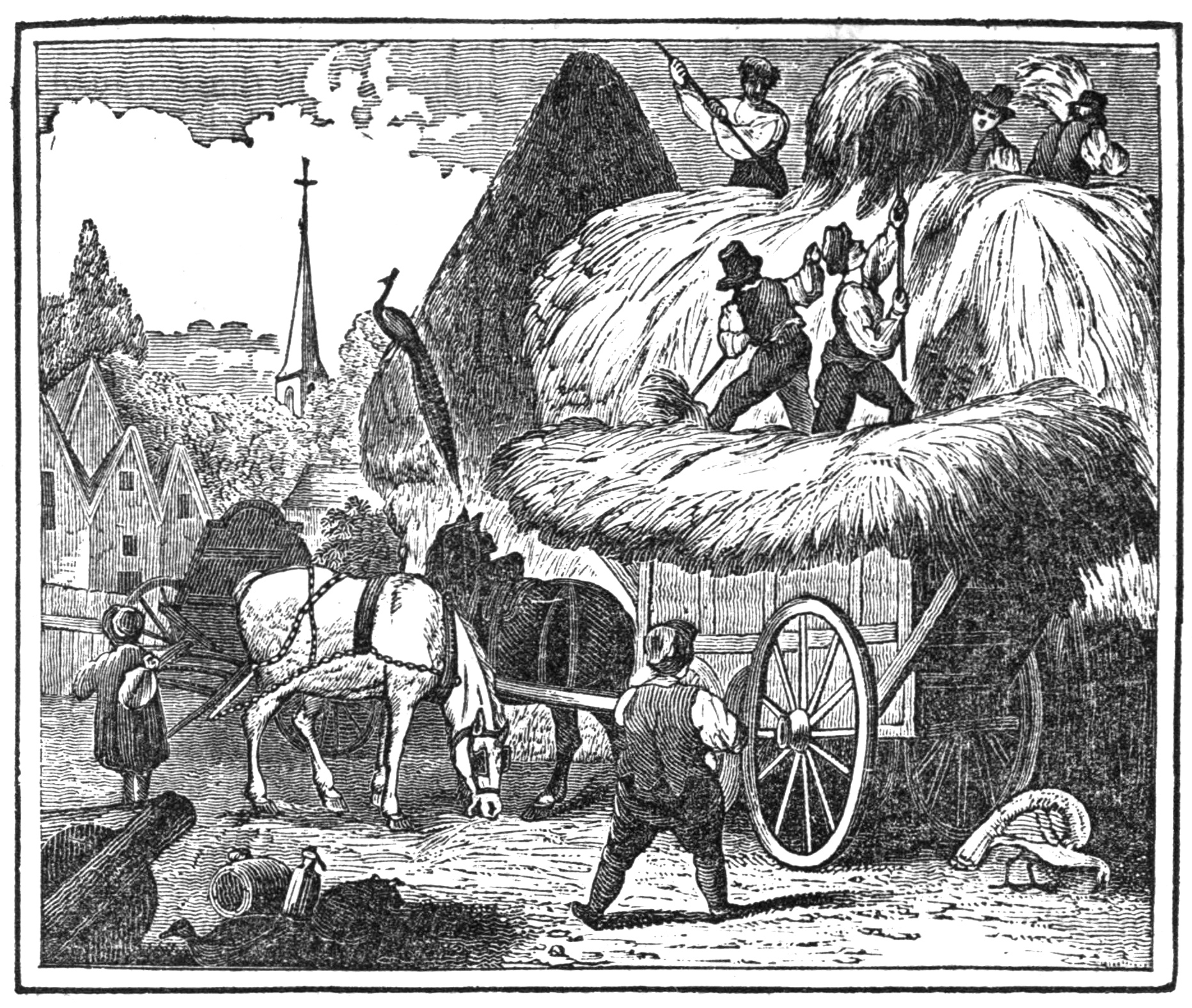
Een hoogkar wordt volgeladen met hooi. Houtgravure uit 1842.
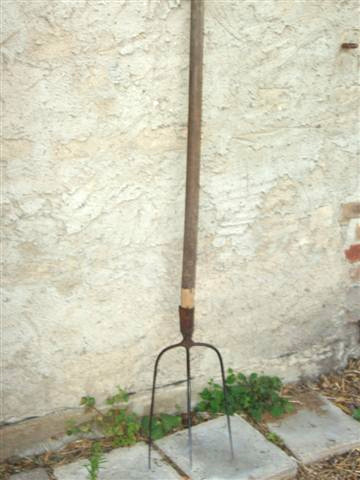
Hooivork met drie tanden.